# Гальдино делла Сала
Гальдино делла Сала (Galdino, Galdinus, Galdimus) — католический церковный деятель XII века. Выходец из знатной миланской семьи Вальвасси делла Сала. До 1165 года был архидьяконом кафедрального собора Милана. На консистории 15 декабря 1165 года был провозглашен кардиналом-священником церкви Санта-Сабина. После смерти 27 марта 1166 года архиепископа миланского Уберто Пировани, папа Александр III рукоположил Гальдино в сан епископа и отправил в Милан в качестве легата. Будучи архиепископом вел последовательную политику против антипапы Виктора IV, которого поддерживал император Фридрих I Барбаросса. Выступал против катаров. Умер 18 апреля 1176 года, и вскоре после смерти канонизирован Александром III.